# Гумбольдт (округ, Каліфорнія)
Шаблон:StateAbbr_ 40°48′ пн. ш. 123°48′ зх. д. / 40.8° пн. ш. 123.8° зх. д.
Округ Гумбольдт (англ. Humboldt County) — округ (графство) у штаті Каліфорнія, США. Ідентифікатор округу 06023.

## Історія
Округ утворений 1853 року.

## Демографія
За даними перепису
2000 року
загальне населення округу становило 126518 осіб, зокрема міського населення було 88127, а сільського — 38391.
Серед мешканців округу чоловіків було 62532, а жінок — 63986. В окрузі було 51238 домогосподарств, 30645 родин, які мешкали в 55912 будинках.
Середній розмір родини становив 2,95.
Віковий розподіл населення поданий у таблиці:
| Стать    | До 15 років | 15-21 | 22-29 | 30-39 | 40-49 | 50-65 | 65-85 | Понад 85 |
| -------- | ----------- | ----- | ----- | ----- | ----- | ----- | ----- | -------- |
| Чоловіки | 12227       | 7286  | 8030  | 8090  | 9991  | 10183 | 6110  | 615      |
| Жінки    | 11614       | 7378  | 7232  | 8039  | 10394 | 10278 | 7664  | 1387     |

## Суміжні округи
- Дель-Норте — північ
- Сискію — північний схід
- Триніті — схід
- Мендосіно — південь

## Виноски
1. ↑  U.S. Decennial Census. United States Census Bureau. Архів оригіналу за 26 квітня 2015. Процитовано 26 вересня 2015.
2. ↑  Historical Census Browser. University of Virginia Library. Архів оригіналу за 11 серпня 2012. Процитовано 26 вересня 2015.
3. ↑  Forstall, Richard L., ред. (27 березня 1995). Population of Counties by Decennial Census: 1900 to 1990. United States Census Bureau. Архів оригіналу за 24 вересня 2015. Процитовано 26 вересня 2015.
4. ↑  Census 2000 PHC-T-4. Ranking Tables for Counties: 1990 and 2000 (PDF). United States Census Bureau. 2 квітня 2001. Архів оригіналу (PDF) за 18 грудня 2014. Процитовано 26 вересня 2015.
5. ↑  State & County QuickFacts. United States Census Bureau. Архів оригіналу за 24 лютого 2016. Процитовано 11 квітня 2018.(англ.) Наведено за англійською вікіпедією.
6. ↑  American FactFinder. Бюро перепису населення США. Архів оригіналу за 21 травня 2008. Процитовано 31 січня 2008.

| США | Це незавершена стаття з географії США. Ви можете допомогти проєкту, виправивши або дописавши її. |